# Piz Picuogl
Piz Picuogl är en bergstopp i Schweiz.   Den ligger i regionen Maloja och kantonen Graubünden, i den östra delen av landet, 180 km öster om huvudstaden Bern. Toppen på Piz Picuogl är 3 333 meter över havet, eller 234 meter över den omgivande terrängen. Bredden vid basen är 1,3 km.
Terrängen runt Piz Picuogl är huvudsakligen bergig, men den allra närmaste omgivningen är kuperad. Närmaste större samhälle är St. Moritz, 10,4 km öster om Piz Picuogl. 
Trakten runt Piz Picuogl består i huvudsak av gräsmarker. Runt Piz Picuogl är det glesbefolkat, med 14 invånare per kvadratkilometer.